# Undeadable
Undeadable - Dead...but not buried från 2007 är en amatörfilm inspelad under en treårsperiod, manus och regi av Markus Haage. Filmen utspelar sig i en fiktiv framtid där en stor del av befolkningen förvandlats till zombier.  

## Handling
Filmen utspelar sig i en värld som vant sig vid att leva under ett ständigt hot från zombier. Alla som dör; föräldrar, syskon, släktingar, förvandlas omedelbart till zombier. Personalen på äldreboendena är beväpnade med gevär och det finns särskilda områden som avdelats för de odöda, så kallade Zom-Biotoper, ursprungligen skapade för att undersöka zombiebeteenden i vetenskapliga syften. Media rapporterar konstant om zombiefenomenen, det finns en basketliga kallad ZOM-B-A, man visar program som lär ut till barn om hur man ska hantera situationer då Zombier anfaller och propagandafilmer från regeringen.
Filmen kretsar huvudsakligen kring en grupp oberoende zombiejägare, T.A.N.K (TEAM AGAINST NECROMANTIC KRISIS). Regeringen, som använder zombiekrisen för sin egen förtryckaragenda, vill ha bort de oberoende zombiejägargrupperna för att bygga upp en egen, regeringskontrollerad enhet. Den oberoende gruppen tvingas därför att uppfylla vissa mål, och döda ett givet antal zombier under en 24-timmarsperiod för att de ska få ingå i regeringens zombiejägarenhet och därmed undgå arbetslöshet. Detta trots att zombiehotet egentligen inte längre existerar eftersom alla som dör sedan en tid tillbaka omedelbart får sina huvuden avhuggna. TANK-teamet beslutar sig därför för att gå in i en Zom-Biotop, där finns tillräckligt många zombier för att de ska kunna uppfylla kvoten, men deras dumdristiga beteende försätter dem bara i allt större problem.

## Visningar
En tidig version av filmen visades på Helmstedter Filmfestival den 3 mars 2007.  

## Medverkande
- Jörn Höpfner - Heckler
- Fabian Gruba - Schneider
- Oliver Meier - Heiko
- Jan Prill - Koch
- Nils Krawolitzki - Herr AK 47
- Torben Utecht - Zombie
- Martin Haim - Zombie
- Markus Haage - Luger

## Inspelningsplatser
Filmen har bland annat spelats in på följande platser:  
- Wendessen (Tyskland)
- Schöningen (Tyskland)
- Büddenstedt (Tyskland)
- Berlin (Tyskland)
- Hannover (Tyskland)

## Övrigt
- Filmen finansierades till stor del genom den förtjänst regissören Markus Haage fick genom att sälja sin privata filmsamling.

- Skådespelarna i rollerna som AK-47 och Heiko byttes ut vid två olika tillfällen.

- Filmen tog nästan tre år att färdigställa. Det första utkastet skrevs i maj 2004.

- Anledningen till att budgeten har kunnat hållas så låg som 8 000 euro är att nästan all rekvisita tillverkades av regissören själv.